# 나가노정 (오사카부)
나가노정(일본어: 長野町)은 일본 오사카부 미나미카와치군에 설치되었던 정이다. 현재의 가와치나가노시 중심부에 해당한다.

## 역사
- 1889년 4월 1일 - 정촌제 시행에 의해 니시고리군 나가노촌이 성립하였다.
- 1896년 4월 1일 - 군 통합에 의해 미나미카와치군이 성립하였다.
- 1910년 9월 10일 - 정으로 승격해 나가노정이 되었다.
- 1940년 10월 1일 - 인접한, 지요다촌, 아마노촌과 합병해 새로운 나가노정이 성립하였다.
- 1954년 3월 30일 - 아마노촌, 가가타촌, 가와카미촌, 다고우치촌, 밋카이치촌과 신설 합병해 가와치나가노시가 성립하여, 동일 나가노정은 폐지되었다.

## 교통

### 철도
- 긴키 닛폰 철도
  - 긴테쓰 나가노선
- 난카이 전기 철도
  - 난카이 고야선

### 도로
- 오사카부도 217호 오노아마노선
- 니시타카노 가도
- 히가시타카노 가도